# Compsopogonales
Compsopogonales, red crvenih alga u razredu Compsopogonophyceae. Postoji desetak priznatih vrsta u dvije porodice.
1. Boldiaceae Herndon
2. Compsopogonaceae F.Schmitz